# David Khloudov
David Ivanovitch Khloudov (Дави́д Ива́нович Хлу́дов), né en 1822 à Moscou et mort dans la même ville le 3 avril 1886 (15 avril dans le calendrier grégorien), est un membre de la famille Khloudov, de la classe des marchands, lui-même marchand de la Première guilde, conseiller d'État, et maire d'Egorievsk de 1857 à 1861. 

## Biographie
David Khloudov est le fils benjamin d'un marchand moscovite notable, Ivan Ivanovitch Khloudov (1787-1835), fondateur de la dynastie industrielle des Khloudov. Il naît à Moscou en 1822 et reçoit une éducation orthodoxe stricte; lorsqu'il atteint l'âge de la majorité il rejoint ses frères dans la gestion de la maison de négoce familiale et des usines. Après le mariage de ses frères, il vit seul dans la maison familiale moscovite de Chvivaïa gorka dans la paroisse Saints-Côme-et-Damien.
En 1857, il est élu maire d'Egorievsk et sort des affaires en 1861. Il devient alors donateur pour divers monastères et églises. Il finance la restauration de la cathédrale d'Egorievsk, dont il est marguillier, il fait construire à Kroupnikhi dans l'ouïezd d'Egorievsk une nouvelle église de pierre et fait don d'objets liturgiques de prix au monastère de l'Assomption de Lgovo (monastère Olgov), et pour d'autres églises de villages de l'éparchie de Riazan, fait restaurer le monastère Saint-Jean-l'Évangéliste de Pochtchoupovo (dans la province de Riazan). et pour l'éparchie de Moscou il fait reconstruire le monastère de Bobrenevo, fait des dons au monastère Saint-Nicolas de Lougovoï, etc. C'est grâce à lui que sont construits également des hospices, des écoles primaires paroissiales ou monastiques; et pour les enfants pauvres du clergé il fait construire une grande maison de pierre sur la rue Bolchaïa Ordynka. 
Il est nommé au rang de conseiller d'État en 1879 et pour ses œuvres de bienfaisance il reçoit l'ordre de Sainte-Anne de IIe classe, l'ordre de Saint-Vladimir de 3e classe et l'ordre de Saint-Stanislas de IIe classe. 
Il meurt dans une certaine gêne dans la nuit du 3 avril 1886; après des funérailles en l'église de la Déposition-de-la-Robe, paroisse dans laquelle il habitait depuis août 1885, il est enterré au cimetière du monastère de l'Intercession de Moscou, où se trouvent ses parents et d'autres membres de sa famille.